# Les Coves de Vinromà
Les Coves de Vinromà és un municipi del País Valencià situat a la Plana Alta.

## Geografia

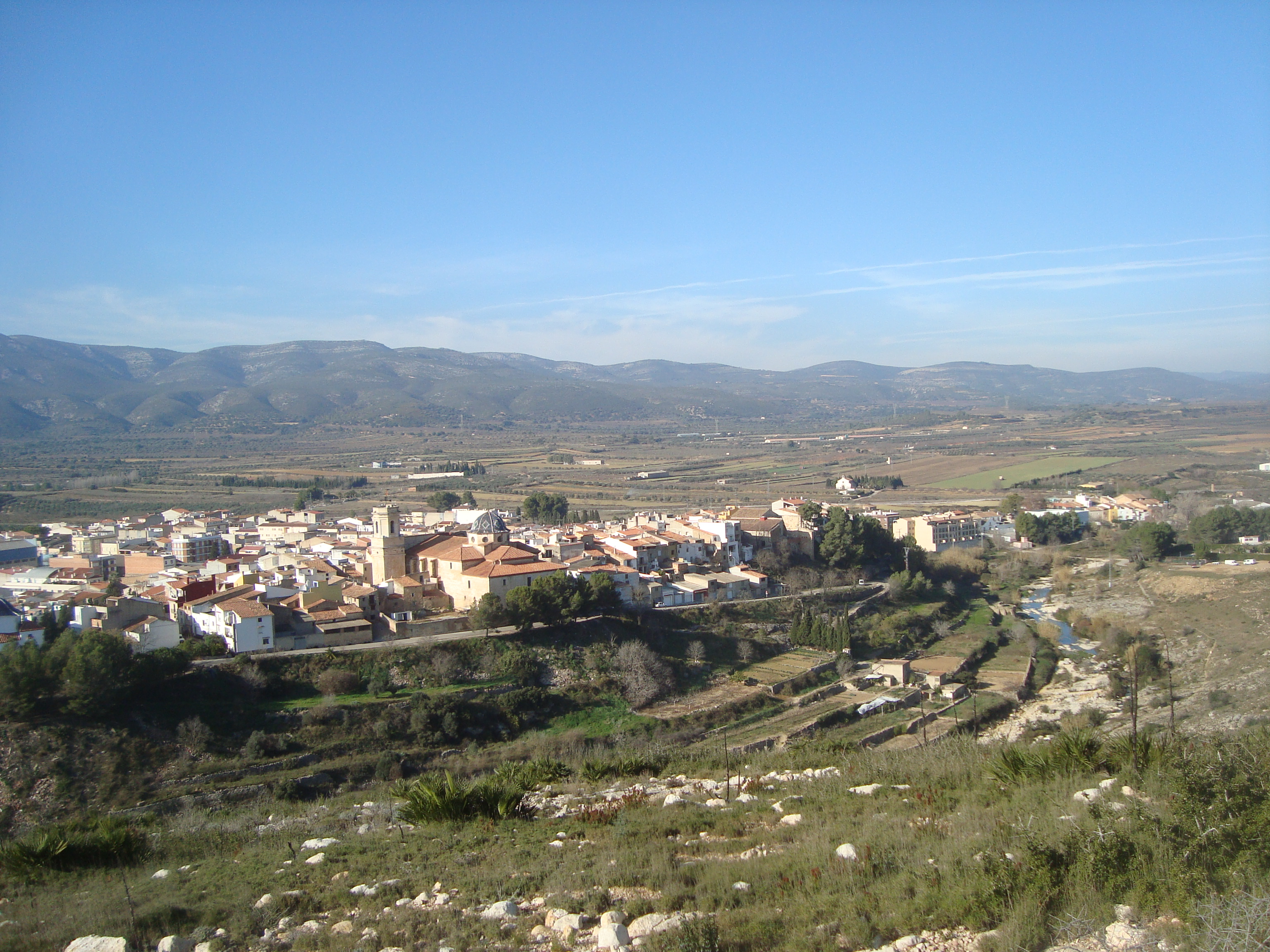
Les Coves de Vinromà.

| Està situat a l'extrem nord-oriental de la comarca de la Plana Alta, al límit amb l'Alt i el Baix Maestrat. Està situat vora la Rambla de les Coves, al peu de les carreteres CV-10 i CV-133 i a l'extrem del vessant oest de les Talaies d'Alcalà. Limita al nord amb Albocàsser i Tírig, a l'est amb la Salzadella, a l'est i al sud amb Alcalà de Xivert, al sud-oest amb Vilanova d'Alcolea i a l'oest amb la Serra d'en Galceran i la Serratella. S'hi pot accedir per la CV-10 des de Castelló de la Plana. Al terme municipal de les Coves es troben els nuclis de població següents: - el Molinet. - els Terrers Blancs. - la Coloma. - Mas d'Abad. - Mas de Carruano. - Mas d'en Ramona. - Mas d'en Rieres. - Mas dels Calduch. - Mas Mosquera Sant Josep. - Mas del Tonto - Mas d'Albert - Mas de Refoies - Mas la Corralissa - Mas de Pasqualet - Mas Nou |

## Història
El poblament de l'actual municipi de les Coves de Vinromà es remunta a temps prehistòrics. Així ho demostren les famoses pintures del barranc de la Valltorta, i la cova del Mas d'Abat, on hi ha materials de l'edat del bronze i inhumacions de tipus eneolític.
Sobre l'origen del nom de la vila no hi ha consens: es creu que pot ser romà (Vincens Romanus) o bé àrab (Sidi Abin Romà), tot i que sembla més probable un origen híbrid. Els primers documents en què es parla del castell de les Coves és a la Crònica de Jaume I el 1233, abans de començar la conquesta de València: «D'aquí (Borriana) feien cavalcades i guanyaren Castelló de Borriana i Borriol i les Coves d'Avinromà».
Balasc d'Alagó fou el seu primer senyor que va rebre la vila, l'11 de maig de 1235, junt amb el castell i diverses possessions. A la mort de Balasc, Jaume I va concedir el castell de les Coves de Vinromà a l'orde de Calatrava i per una permuta de terres va passar a Artal III d'Alagón, qui va donar a poblar la vila a Mateu Huguet i d'altres, segons consta en la Carta de Poblament, i nomenà com a batle Joan Peris de Casanova.
El 1294, Jaume II l'atorga als templers, però quan es va abolir eixe orde religiós pel papa Climent V, els seus béns foren adjudicats a l'orde de l'Hospital. El rei, per evitar que els hospitalers adquiriren un poder excessiu, va aconseguir del papa Joan XXII, el 1317, la creació d'un nou orde militar, el de Montesa, que fou l'últim senyor d'estes terres.
Quan, el 1347, els nobles i les viles valencians varen formar la Unió per a fer front al poder reial de Pere IV, la vila de les Coves de Vinromà no en fou una excepció, motiu pel qual fou castigada al pagament de «37.000 sous pels crims de la detestable Confederació i Unió malvada», quantitat que fou feta efectiva a Sant Mateu pel síndic i procurador de les Coves Bernat d'Olesa.
Les Coves de Vinromà fou capdavantera de l'anomenada Comanda Major, pertanyent a la jerarquia principal després de la jurisdicció directa del mestre de l'orde de Montesa o Maestrat, en substitució de la comanda de Culla. El 1421 se celebraren a les Coves de Vinromà les Corts del Regne de València, les quals es traslladaren posteriorment a Traiguera.
El castell de les Coves de Vinromà va existir a la part més alta del turó on se situa la vila. Era d'origen musulmà. Actualment es troba totalment en ruïnes.
El 26 d'agost de 2007 la banda terrorista ETA va fer explotar en el terme municipal de les Coves de Vinromà una caravana carregada amb explosius. Presumptament, la caravana anava a ser utilitzada en un atemptat i hauria sigut feta explotar pels terroristes en sentir-se vigilats per les forces de seguretat.
L'any 2013 , sent alcalde *Jacobo Salvador , i a la seua sol·licitud , va ser compost l'Himne de la població, música i lletra creada pel compositor poètic musical Juan Castells Badenes.

## Demografia
| 2001  | 2002  | 2003  | 2004  | 2005  | 2006  | 2007  | 2008  | 2009  | 2010  | 2011  | 2012  | 2013  | 2014  | 2015  | 2016  | 2017  | 2018  | 2019  | 2020  | 2021  | 2022  | 2023  | 2024  |
| 1.783 | 1.860 | 1.865 | 1.877 | 1.857 | 1.876 | 1.984 | 2.093 | 2.052 | 2.038 | 2.049 | 2.009 | 1.925 | 1.910 | 1.870 | 1.870 | 1.836 | 1.822 | 1.823 | 1.806 | 1.792 | 1.791 | 1.831 | 1.865 |

## Política i govern

### Composició de la Corporació Municipal
El Ple de l'Ajuntament està format per 9 regidors. En les eleccions municipals de 26 de maig de 2019 foren elegits 6 regidors de Més per les Coves de Vinromà (+XLCV), 2 del Partit Socialista del País Valencià (PSPV-PSOE) i 1 del Partit Popular (PP).
| Eleccions municipals de 26 de maig de 2019 - les Coves de Vinromà                                                               |                                          |                                     |                                     |        |          |          |
| Candidatura | Candidatura                              | Candidatura                         | Cap de llista                       | Vots   | Vots     | Regidors |
| | Més per les Coves de Vinromà             |                                     | Mònica Nos Orient                   | 631    | 57,68%   | 6 (+6)   |
| | Partit Socialista del País Valencià-PSOE |                                     | Manuel Enric Garcia Albert          | 291    | 26,60%   | 2 (-3)   |
| | Partit Popular                           |                                     | Hermínia Salvador Roig              | 161    | 14,72%   | 1 (-3)   |
| | Altres candidatures                      |                                     |                                     | 1      | 0,09%    | 0        |
| | Vots en blanc                            |                                     |                                     | 10     | 0,91%    |          |
| Total vots vàlids i regidors | Total vots vàlids i regidors             | Total vots vàlids i regidors        | Total vots vàlids i regidors        | 1.094  | 100 %    | 9        |
| | Vots nuls                                | Vots nuls                           | Vots nuls                           | 10     | 0,91%    |          |
| Participació (vots vàlids més nuls)                                                                                             | Participació (vots vàlids més nuls)      | Participació (vots vàlids més nuls) | Participació (vots vàlids més nuls) | 1.104  | 82,95%** |          |
| Abstenció | Abstenció                                | Abstenció                           | Abstenció                           | 227*   | 17,05%** |          |
| Total cens electoral | Total cens electoral                     | Total cens electoral                | Total cens electoral                | 1.331* | 100 %**  |          |
| Alcalde: Mònica Nos Orient (+XLCV) (15/06/2019) Per majoria absoluta dels vots dels regidors (6 vots)                           |                                          |                                     |                                     |        |          |          |
| Fonts: JEC, JEZ Castelló, M. Interior, Periòdic Ara. (* No són vots sinó electors. ** Percentatge respecte del cens electoral.) |                                          |                                     |                                     |        |          |          |

### Alcaldes des de 1979

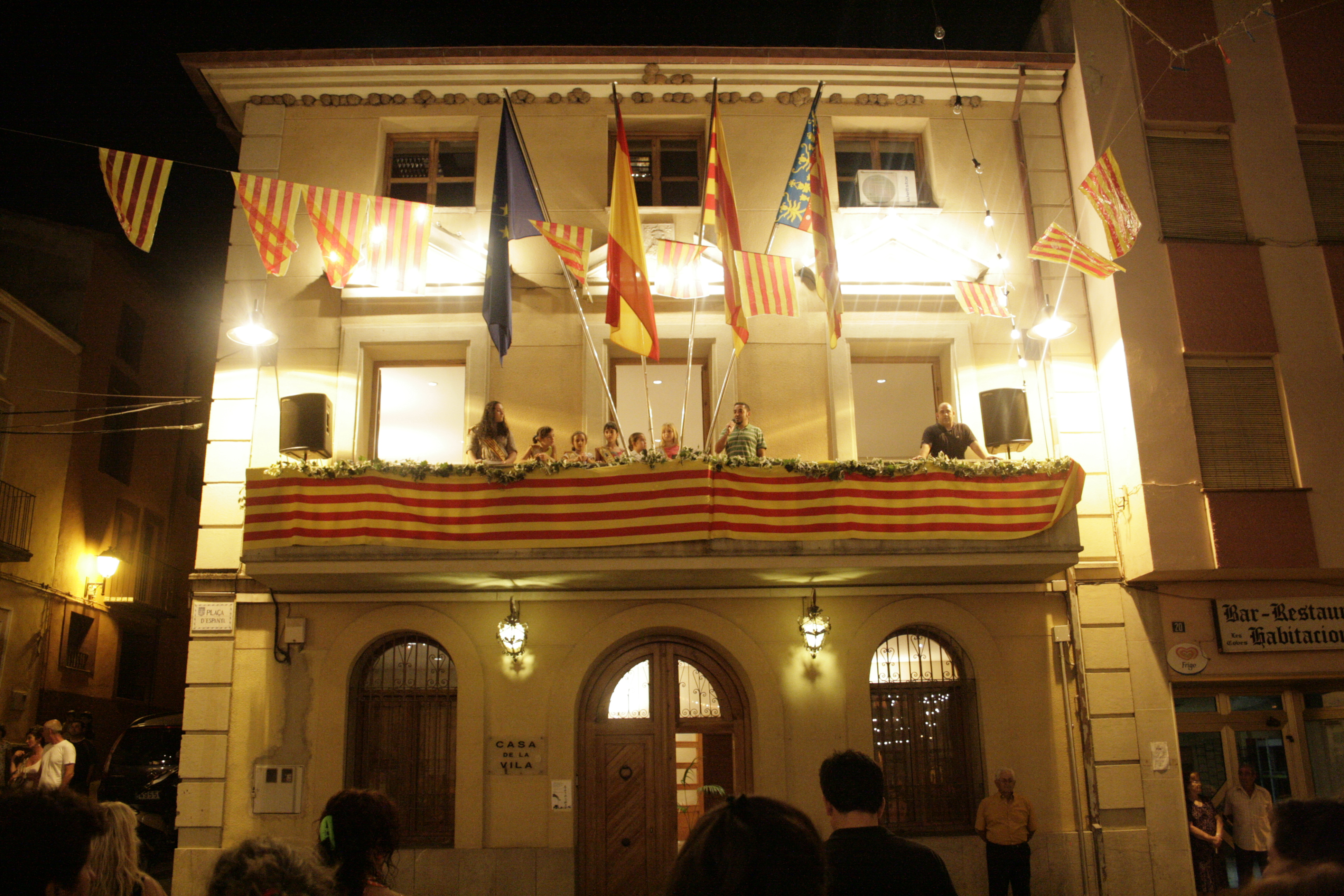
Ajuntament de les Coves de Vinromà

Des de 2015 l'alcaldessa de les Coves de Vinromà és Mònica Nos Orient. Primerament va ser elegida pel Partit Socialista del País Valencià (PSPV-PSOE) però en juny de 2018 va abandonar el grup socialista i va passar el grup de «no adscrits». En 2019 es va presentar per Més per les Coves de Vinromà (+XLCV) i va tornar a ser elegida alcaldessa.
| Període                       | Alcalde o alcaldessa                         | Partit polític        | Data de possessió     | Observacions        |
| ----------------------------- | -------------------------------------------- | --------------------- | --------------------- | ------------------- |
| 1979–1983                     | Vicente Albert Pastor                        | PSPV-PSOE             | 19/04/1979            | --                  |
| 1983–1987                     | Vicente Albert Pastor                        | PSPV-PSOE             | 28/05/1983            | --                  |
| 1987–1991                     | Vicente Albert Pastor                        | PSPV-PSOE             | 30/06/1987            | --                  |
| 1991–1995                     | Manuel Enric Garcia Albert                   | PSPV-PSOE             | 15/06/1991            | --                  |
| 1995–1999                     | Manuel Enric Garcia Albert                   | PSPV-PSOE             | 17/06/1995            | --                  |
| 1999–2003                     | Gema Torres Zaragoza                         | PSPV-PSOE             | 03/07/1999            | --                  |
| 2003–2007                     | Miguel Zaragoza Muñoz Leoncio Marín Agustina | PP GM                 | 14/06/2003 25/12/2006 | Moció de censura -- |
| 2007–2011                     | Jacobo Salvador Serret                       | JNP                   | 16/06/2007            | --                  |
| 2011–2015                     | Jacobo Salvador Serret                       | JNP                   | 11/06/2011            | --                  |
| 2015–2019                     | Mònica Nos Orient                            | PSPV-PSOE No adscrits | 13/06/2015 29/06/2018 | Canvi de grup --    |
| 2019-2023                     | Mònica Nos Orient                            | +XLCV                 | 15/06/2019            | --                  |
| Des de 2023                   | Irma Povedano Salvador                       | PSPV-PSOE             | 17/06/2023            | --                  |
| Fonts: Generalitat Valenciana |                                              |                       |                       |                     |

## Economia

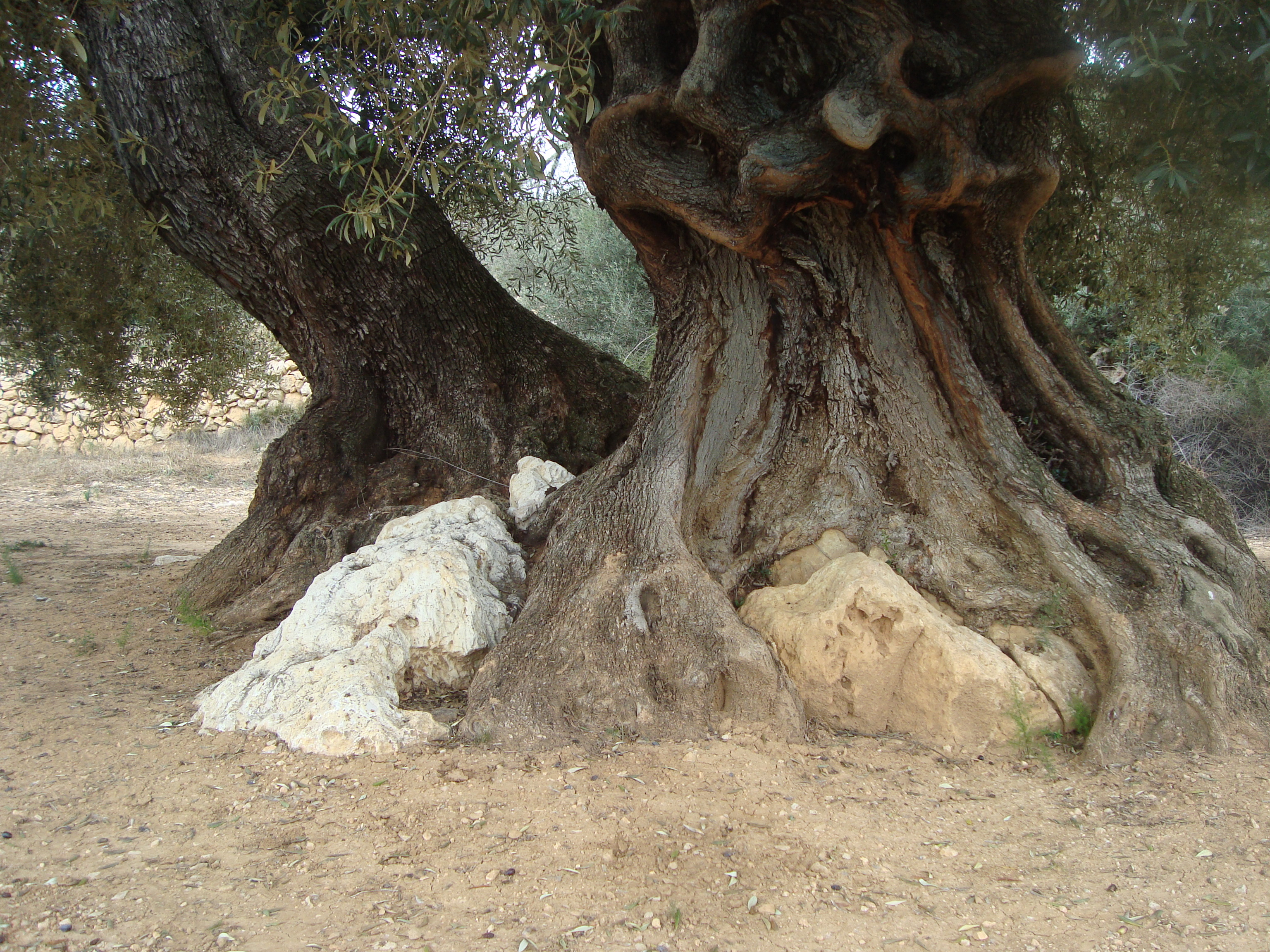
Oliveres mil·lenàries (les Coves de Vinromà)

Està basada tradicionalment en l'agricultura de secà, amb predomini dels conreus d'oliveres, ametlers i garroferes, tot i que el sector més important és el de l'avicultura, amb nombroses granges d'aviram. A més, hi ha indústries ceràmiques i també n'hi ha de tèxtils dedicades a la confecció.

## Monuments

### Monuments religiosos
- Església parroquial. Dedicada a l'Assumpció de la Mare de Déu. D'estil de transició barroc-neoclàssic, el seu interior custodia la Creu Processional Major, de marcada estructura gòtica, de final del segle xv.
- Església vella. D'estil gòtic, amb barreges posteriors d'altres estils, data del segle xiii. Quan es creà la nova església fou reconvertida en la capella de la Mare de Déu dels Desemparats. Està desafectada i ara és de propietat municipal.
- Ermita de Sant Vicent Ferrer. Segons figura a la dovella de l'arc, la seua construcció data del 1614. S'hi venera també sant Miquel.
- Església de l'Asumpció. Dedicada a l'Asunción de la Verge. Es tracta d'un temple columnari de planta de saló de tres naus, construït a partir de mediats del segle XVIII i finalitzat a principis del segle XIX, si bé el campanar és una mica posterior. Segons Bautista i García, va ser dissenyat per Josep *Dols, intervenint posteriorment altres arquitectes, entre els quals es troba Bartolomé Ribelles. Entre les joies del seu patrimoni destaca la creu processional major, de marcada estructura gòtica de finals del segle XV.
- Casa fortificada dels Templers. També coneguda com a Casa del Temple. Catalogada com Bé d'Interès Cultural.
- Muralles. Catalogades com Bé d'Interès Cultural.

### Monuments civils
- Muralles de les Coves de Vinromà, catalogades com Bé d'interés cultural.
- Casa fortificada dels Templaris, també catalogada com Bé d'interés cultural

### Galeria d'imatges

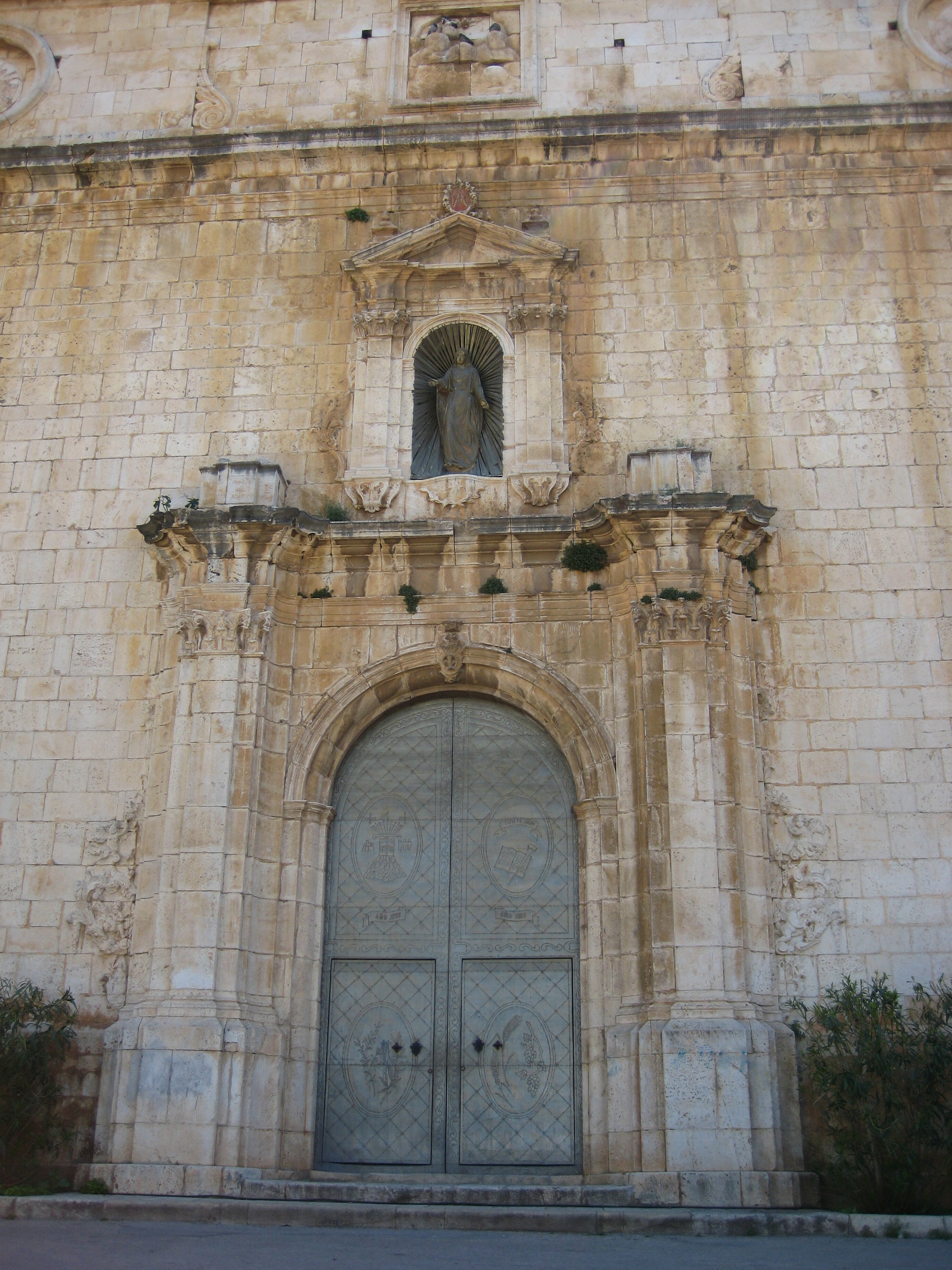
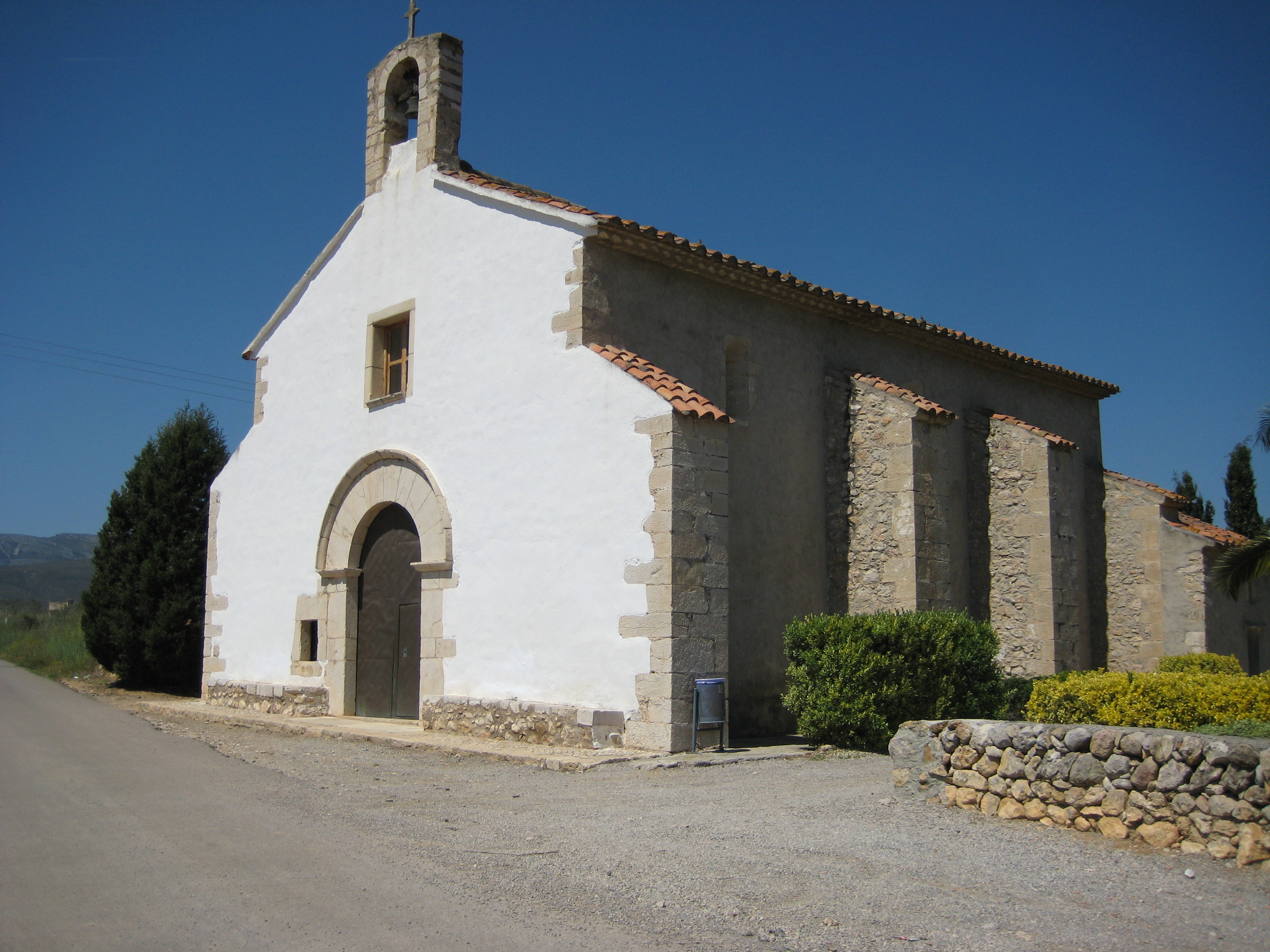
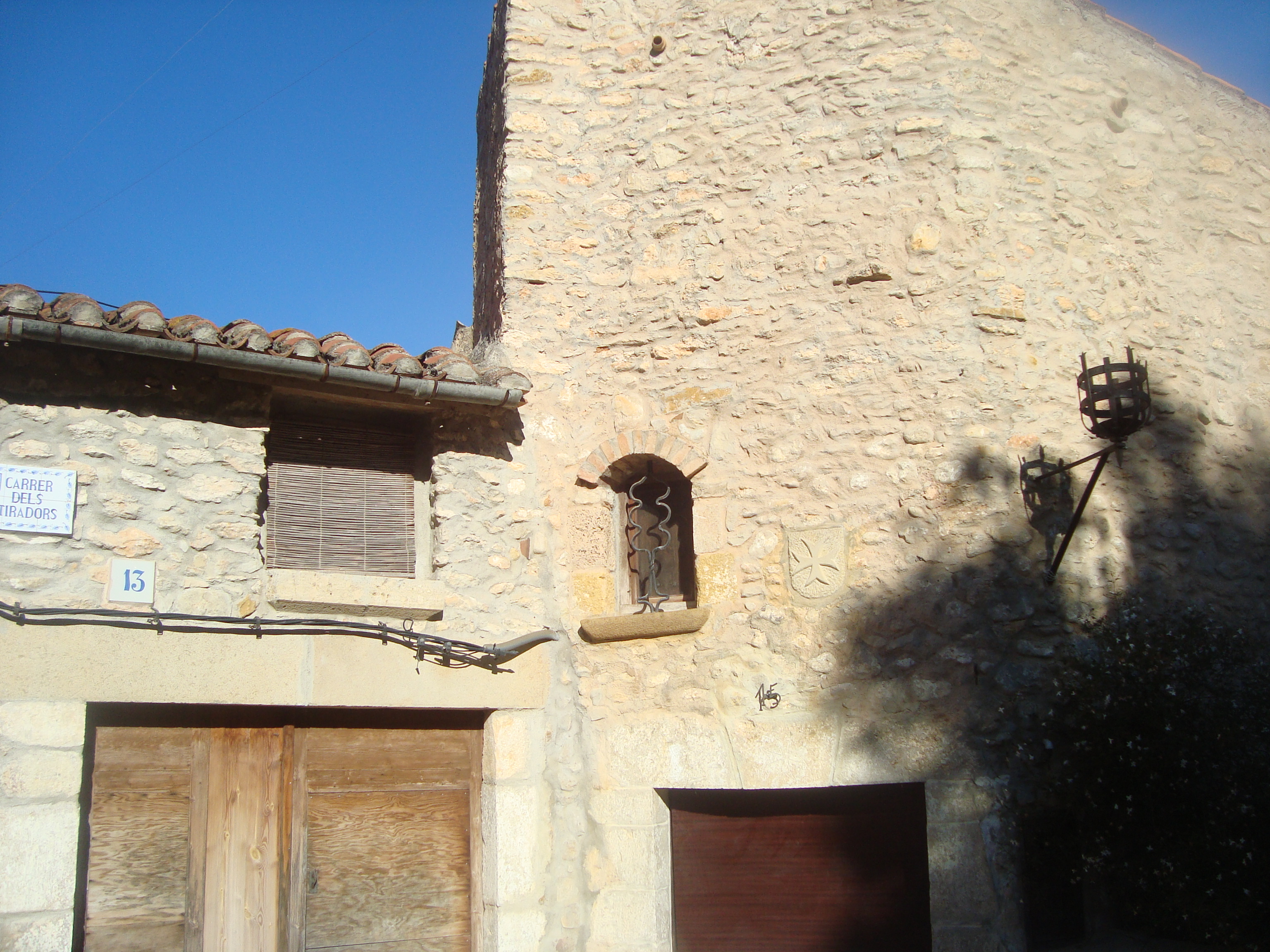

- Portada de l'església de l'Assumpció.
- Ermita de Sant Vicent Ferrer.
- Casa dels Templaris.

## Llocs d'interés
- La Moreria. Indret situat al costat del riu de Sant Miquel i prop del nucli urbà.
- El barranc de la Valltorta. Dins el terme es troben les pintures rupestres del barranc de la Valltorta de la Saltadora (són visitables), la Cova Alta del Lledoner, el Cingle de l'Ermita i altres, que formen un dels conjunts més rics en eixe tipus de manifestacions de tot el país. En terme de Tírig es pot visitar el Museu de la Valltorta i tres coves més, i una altra al municipi d'Ares del Maestrat.
- Trencadís Les Coves Mural realitzat en mosaic ceràmic de diferents textures amb motius que reflecteixen la història d'aquesta coneguda font. Un regal per a la vista que embelleix aquest enclavament turístic, al costat del paratge natural de la Moreria i de la ruta dels Molins. Inaugurat el 29 de març de 2015

## Festes
Les festes patronals, que tenen lloc del 15 al 23 d'agost, són en honor de la Mare de Déu de l'Assumpció i Sant Roc. Hi destaca el Ball del Pla i els bous al carrer.

## Personatges destacats
- Jaume Bort i Melià (? - 1754), arquitecte i escultor barroc del segle xviii.
- Lluís Lúcia i Lúcia (1888 - 1943), advocat, periodista i polític, director del Diario de Valencia i màxim dirigent de la Dreta Regional Valenciana.
- Carmen Barberà Puig, (1927 - 2011), narradora, novel·lista i biògrafa.[10]